# Werner H. A. Debler
Werner H. A. Debler (* 26. Dezember 1940 in Schwäbisch Gmünd; † 27. September 2014) war ein deutscher Pädagoge, Verwaltungsbeamter und Heimatforscher.

## Leben und Wirken
Debler war ein Nachfahre des Schwäbisch Gmünder Patriziergeschlechtes Debler. Nach seinem Abitur absolvierte Debler ein Studium der Pädagogik mit Englisch, Französisch und Geographie an den Universitäten Tübingen und Freiburg sowie an der Pädagogischen Hochschule Schwäbisch Gmünd. Als Realschullehrer war er in Aalen, Unterschneidheim, Abtsgmünd und Schwäbisch Gmünd tätig, wurde 1974 Fachberater für Geographie und 1978 Realschulkonrektor. Im Jahr 1980 wird Debler zum Schulrat und Schulamtsdirektor beim Staatlichen Schulamt Schwäbisch Gmünd für den Fachbereich Realschule ernannt, 1990 zum Organisationsreferat an das Ministerium für Kultus und Sport Baden-Württemberg abgeordnet. Von 1993 bis zu seiner Pensionierung 2005 war Debler Direktor des Staatlichen Seminars für Didaktik und Lehrerbildung für Realschulen in Schwäbisch Gmünd.

## Auszeichnungen
- 1991: Landespreis für Heimatforschung Baden-Württemberg
- 2001: Bundesverdienstkreuz am Bande des Verdienstordens der Bundesrepublik Deutschland
- 2002: Preis für Heimatgeschichtliche Forschung der Ostalbstiftung der Kreissparkasse Ostalb
- 2003: Heimatmedaille des Landes Baden-Württemberg
- 2007: Preis für Heimatgeschichtliche Forschung der Ostalbstiftung der Kreissparkasse Ostalb
- 2010: Staufermedaille des Landes Baden-Württemberg

## Werke (Auswahl)
Debler veröffentlichte diverse Artikel in Fachzeitschriften und Sammelbänden sowie einige Bücher meist zu historischen Themen.
- Naherholungsräume (in: Sich erholen – Unterrichtsmodelle für die Orientierungsstufe, Schriftenreihe Der Erdkundeunterricht, Klett-Verlag Stuttgart, 20/1974), 57 Seiten.
- 300 Jahre Dreifaltigkeitskapelle in Schwäbisch Gmünd (1693 – 1993) – Geschichte und Geschichten. Einhorn-Verlag, Schwäbisch Gmünd 1993, 160 Seiten (UB Heidelberg).
- Das Geschlecht der Debler und seine Bedeutung für die Stadt Schwäbisch Gmünd. Einhorn-Verlag, Schwäbisch Gmünd 1985, 200 Seiten (UB Heidelberg).
- mit Erik Debler: Die Dreifaltigkeitskapelle in Schwäbisch Gmünd, Kunstführer, Einhorn, Schwäbisch Gmünd 1987.
- Leopold Ludwig Döbler (1801–1864) – Wiener Hoftaschenspieler und Zauberprofessor aus einem alten Schwäbisch Gmünder Geschlecht. Einhorn-Verlag, Schwäbisch Gmünd 2001, 400 Seiten.
- mit Klaus Jürgen Herrmann: Die Chronik des Dominikus Debler (1756–1836) – Stadtgeschichte in Bildern. Einhorn-Verlag, Schwäbisch Gmünd 2006, 160 Seiten.
- Geschenkte Heimat: Landeswaisenhaus Schwäbisch Gmünd (1934-1957) – Zöglinge erzählen. Einhorn-Verlag, Schwäbisch Gmünd 2011, 287 Seiten.